# Farès Bahlouli
Farès Bahlouli, né le 8 avril 1995 à Lyon, est un footballeur franco-algérien. Il évolue au poste de milieu offensif.

## Biographie

### En club

#### Olympique lyonnais
Formé à l'Olympique lyonnais, club dans lequel Farès Bahlouli joue depuis l'âge de 9 ans, il signe son premier contrat professionnel le 13 mai 2013, pour une durée de trois ans. Il fait ses débuts sous le maillot lyonnais la veille de cette signature, en entrant en fin de match contre le Paris Saint-Germain.
Il est titularisé pour la première fois, comme ailier droit, lors de la défaite de l'Olympique lyonnais contre le Stade de Reims le 24 août 2013 par un but à zéro. Il joue quatre matches lors de la saison 2013-2014.

#### AS Monaco
Le 30 juin 2015, après plusieurs jours de négociations, il est transféré à l'AS Monaco. Il signe un contrat de cinq ans. Le montant du transfert est de 3,5 millions d'euros avec un intéressement significatif sur un éventuel futur transfert.
Le 31 août 2016, il est prêté pour une saison sans option d'achat au Standard de Liège, mais il rentre en Principauté seulement quatre mois plus tard après n'avoir disputé aucune rencontre avec le club belge.

#### LOSC Lille
Le 31 janvier 2017, il s'engage pour trois ans et demi avec le Lille OSC. Le 5 novembre 2017, il inscrit son premier but avec le LOSC face au FC Metz. 
Durant cette saison, Farès Balhouli ne jouera que très peu avec l’équipe première (onze apparitions) et est envoyé la plupart du temps avec la réserve du LOSC pour son manque d’investissement durant les séances d’entraînements.
Par la suite, il n'est pas retenu par Christophe Galtier pour les différents stages de pré saisons. Il est absent de la photo officielle de la saison 2018-2019.

#### Lyon Duchère AS
Il résilie son contrat avec le LOSC en décembre 2019 puis s'engage au mois de janvier suivant avec le Lyon Duchère AS, en National. Il quitte le club à l'été 2020, sans avoir joué le moindre match sous le maillot du club du plateau.

#### Metal/Metalist Kharkiv
Le 9 mars 2021, il s'engage avec le FC Metal Kharkiv, club de Drouha Liha (troisième division ukrainienne). Son arrivée en Ukraine suscite un vif engouement parmi les supporters lyonnais ; ainsi, en quelques jours, le club reçoit commande de près de sept cents maillots floqués au nom du joueur, provoquant ainsi quelques problèmes logistiques.
Le 28 mars 2021, le numéro 9 français inscrit son premier but avec le FC Metal Kharkiv, sur penalty. Quelques jours plus tard, il récidive et inscrit un doublé face au FC Nikopol (en), dont un coup franc direct, contribuant ainsi à la victoire 3-0 des siens. Bahlouli est élu dans la foulée homme du match.
Le 19 avril suivant, il réalise à nouveau un match plein lors de la victoire 6-0 de son équipe face à la réserve du MFK Mykolaïv, le plus ancien club du football ukrainien. Bahlouli inscrit un but sur pénalty, son quatrième de la saison en seulement cinq apparitions. Six jours plus tard, l'ancien lyonnais marque à nouveau contre le Tavria Simferopol, portant son compteur à cinq buts en seulement deux mois en Ukraine. Bahlouli est à nouveau titulaire lors de la vingtième journée du championnat contre le Yarud Marioupol (en) et la victoire des siens 5-0, mais il ne marque pas. Après un match d'absence, il est remplaçant contre le FC Balkany Zorya (en), mais rentre en jeu en cours de rencontre et marque sur pénalty quelques minutes après son entrée. Son équipe s'impose 3-1, affirmant un peu plus sa place de leader du championnat. Bahlouli est titularisé le match suivant, pour le choc contre le troisième du championnat, le Metalurh Zaporijjia. Et l'ancien lyonnais est encore décisif, avec le but de l'égalisation à 1-1 sur pénalty. Son équipe s'impose finalement 2-1 dans ce match au sommet. Bahlouli est également titulaire lors du match contre le deuxième du championnat, le Kryvbass Kryvy Rih et la large victoire des siens 3-0. Le FC Metal confirme ainsi sa place de leader invaincu du championnat.
À l'issue d'une excellente saison 2020-2021, et grâce notamment aux performances de son meneur de jeu français, le FC Metal est promu en deuxième division ukrainienne. Bahlouli récupère le numéro 10 à l'intersaison. Grâce à un effectif de grande qualité, le club de Kharkiv truste dès le début du championnat les premières places du classement. Farès Bahlouli marque plusieurs buts importants qui permettent à son club de continuer sa marche en avant. Au début du mois de septembre 2021, Farès Bahlouli est tenu écarté des terrains pendant quelques matchs du fait d'une petite gène physique. Il reprend cependant sa place au mois d'octobre, et marque notamment contre le Kryvbass Kryvy Rih. Avec six buts et dix passes décisives en seize matchs de championnat fin novembre, Farès Bahlouli est un des principaux artisans de la première place en championnat du Metalist.
Peu avant la reprise du championnat après la trêve hivernale, Farès Bahlouli est stoppé dans son élan par l'invasion de la Russie en Ukraine. Bahlouli, fort à propos, est alors en stage avec ses coéquipiers en Turquie. Le classement de la saison est figé à la trêve, et le Metalist Kharkiv se retrouve donc sacré champion de Percha Liha et promu en première division pour la saison suivante.

#### SK Dnipro-1
Après deux saisons brillantes dans les divisions inférieures du football ukrainien, et alors que le Metalist est promu en première division, le nom de Farès Bahlouli agite à nouveau le marché des transferts. C'est finalement le SK Dnipro-1, qualifié pour la Ligue Europa Conférence, qui attire Bahlouli dans ses rangs à l'été 2022. Bahlouli rejoue ainsi ses premiers matchs de coupe d'Europe, près de sept ans après sa dernière apparition en Ligue des champions avec l'AS Monaco. Le meneur de jeu formé à Lyon est même titularisé le 13 octobre lors de la quatrième journée des phases de groupe, pour une victoire 2-1 face au FC Vaduz.
A l'hiver 2023, alors que le SK Dnipro-1 caracole en tête du championnat et que Bahlouli se retrouve en position de remporter la première division ukrainienne, deux ans après sa victoire en troisième division et un an après celle en deuxième division, la JS Kabylie vient aux renseignements pour un transfert du milieu offensif.

### En sélection
En 2015, Farès Balhouli participe au Festival international espoirs – Tournoi Maurice-Revello avec la France, qui se déroule en Provence-Alpes-Côte d'Azur. La France remporte le Tournoi de Toulon 2015 en battant le Maroc en finale.

## Statistiques
| Saison                | Club                     | Championnat           | Championnat | Championnat | Championnat | Coupe nationale | Coupe nationale | Coupe nationale | Coupe de la Ligue | Coupe de la Ligue | Coupe de la Ligue | Compétition(s) continentale(s) | Compétition(s) continentale(s) | Compétition(s) continentale(s) | Compétition(s) continentale(s) | Total | Total | Total |
| Saison                | Club                     | Division              | M.          | B.          | P.d.        | M.              | B.              | P.d.            | M.                | B.                | P.d.              | Comp.                          | M.                             | B.                             | P.d.                           | M.    | B.    | P.d.  |
| 2012-2013             | Olympique lyonnais       | Ligue 1               | 1           | 0           | 0           | -               | -               | -               | -                 | -                 | -                 | -                              | -                              | -                              | -                              | 1     | 0     | 0     |
| 2013-2014             | Olympique lyonnais       | Ligue 1               | 4           | 0           | 0           | -               | -               | -               | 1                 | 0                 | 0                 | C1+C3                          | 2+0                            | 0                              | 0                              | 7     | 0     | 0     |
| 2014-2015             | Olympique lyonnais       | Ligue 1               | 4           | 0           | 0           | -               | -               | -               | -                 | -                 | -                 | C3                             | 2                              | 0                              | 0                              | 6     | 0     | 0     |
| Sous-total            | Sous-total               | Sous-total            | 9           | 0           | 0           | 0               | 0               | 0               | 1                 | 0                 | 0                 | -                              | 4                              | 0                              | 0                              | 14    | 0     | 0     |
| 2015-2016             | AS Monaco FC             | Ligue 1               | 8           | 1           | 0           | 1               | 1               | 0               | -                 | -                 | -                 | C1+C3                          | 2+0                            | 0                              | 0                              | 11    | 2     | 0     |
| 2016-2017             | Standard de Liège (prêt) | Jupiler League        | -           | -           | -           | -               | -               | -               | -                 | -                 | -                 | -                              | -                              | -                              | -                              | 0     | 0     | 0     |
| Sous-total            | Sous-total               | Sous-total            | 8           | 1           | 0           | 1               | 1               | 0               | -                 | -                 | -                 | -                              | 2                              | 0                              | 0                              | 11    | 2     | 0     |
| 2017                  | LOSC Lille               | Ligue 1               | 3           | 0           | 0           | 2               | 0               | 0               | -                 | -                 | -                 | -                              | -                              | -                              | -                              | 5     | 0     | 0     |
| 2017-2018             | LOSC Lille               | Ligue 1               | 11          | 1           | 0           | 1               | 0               | 1               | 2                 | 0                 | 0                 | -                              | -                              | -                              | -                              | 14    | 1     | 1     |
| Sous-total            | Sous-total               | Sous-total            | 14          | 1           | 0           | 3               | 0               | 1               | 2                 | 0                 | 0                 | -                              | -                              | -                              | -                              | 19    | 1     | 1     |
| 2021                  | Metal Kharkiv            | Drouha-Liha           | 10          | 7           | 0           | 0               | 0               | 0               | -                 | -                 | -                 | -                              | -                              | -                              | -                              | 10    | 7     | 0     |
| 2021-2022             | Metalist Kharkiv         | Percha-Liha           | 16          | 6           | 10          | 2               | 0               | 1               | -                 | -                 | -                 | -                              | -                              | -                              | -                              | 18    | 6     | 11    |
| 2023-2024             | Metalist Kharkiv         | Percha-Liha           | -           | -           | -           | -               | -               | -               | -                 | -                 | -                 | -                              | -                              | -                              | -                              | 0     | 0     | 0     |
| Sous-total            | Sous-total               | Sous-total            | 26          | 13          | 10          | 2               | 0               | 1               | -                 | -                 | -                 | -                              | -                              | -                              | -                              | 28    | 13    | 11    |
| 2022-2023             | SK Dnipro-1              | Premier-Liha          | 5           | 0           | 0           | -               | -               | -               | -                 | -                 | -                 | C4                             | 3                              | 0                              | 0                              | 8     | 0     | 0     |
| Sous-total            | Sous-total               | Sous-total            | 5           | 0           | 0           | -               | -               | -               | -                 | -                 | -                 | -                              | 3                              | 0                              | 0                              | 8     | 0     | 0     |
| Total sur la carrière | Total sur la carrière    | Total sur la carrière | 62          | 15          | 10          | 6               | 1               | 2               | 4                 | 0                 | 0                 | -                              | 9                              | 0                              | 0                              | 81    | 16    | 12    |

## Palmarès

### En club
- Olympique lyonnais
  - Championnat de France :
    - Vice-champion : 2015

- Metalist Kharkiv 
  - Championnat d’Ukraine de troisième division :
    - Champion : 2021

  - Championnat d’Ukraine de deuxième division
    - Champion : 2022

- SK Dnipro-1
  - Championnat d'Ukraine :
    - Vice-champion : 2023